# رينو هاردي
رينو هاردي هو قاتل متسلسل بلجيكي، ولد في 1 أبريل 1962.